# НетЛендър
НетЛендър е отменена мисия на Европейската космическа агенция (ЕКА) и френския Национален център за космически изследвания (CNES). Мисията е предвиждала да бъдат изпратени към планета Марс дистанционно управляеми апарата за дистанционно наблюдение и четири малки Нетлендъра през 2007 г. (или през 2009 г.). НетЛендърите би трябвало да кацнат на четири различни места.
Тяхната мисия се състои в заснемането на снимки от площадките за кацане и изследване на повърхността и атмосферата на Марс. Мисията на орбитъра е да направи снимки на планетата от орбита и да изследва атмосферата.
Мисията е отменена, защото е била прекалено скъпа и двете агенции коопериращи се за НетЛендър са смятали да изпратят други апарата за дистанционно наблюдение да изследват Марс.
Бъдещата мисия на МетНет до Марс е базирана на тази. Очаква се изпълнението ѝ да стане някъде между 2009—2019 г.
НетЛендър е щял да бъде оборудван с девет научни инструмента на борда си.